# CATVE
CATVE (acrônimo de Cascavel TV Educativa) é uma emissora de televisão brasileira sediada em Cascavel, no estado do Paraná. Opera nos canais 20 UHF e 21 UHF digital, e é afiliada à TV Cultura. A emissora faz parte do Grupo Catve de Comunicação, do qual também faz a rádio CATVE FM e a Master TV, entre outros veículos.
Foi fundado no dia 9 de fevereiro de 2004 pelo apresentador Jorge Guirado e pertence ao grupo do Centro Universitário Fundação Assis Gurgacz - FAG, onde fica sua sede, estúdios e transmissores.
Também mantém a CATVE FM, além do portal Catve.com, criado em agosto de 2011. Em 2021 adquiriu a Rádio União AM, de Toledo.

## Sinal digital
| Canal virtual | Canal digital | Proporção de tela | Programação                                 |
| ------------- | ------------- | ----------------- | ------------------------------------------- |
| 20.1          | 18 UHF        | 1080i             | Programação principal da CATVE / TV Cultura |

A emissora iniciou os testes de transmissão digital em 21 de novembro de 2010, através do canal 21 UHF, sendo a primeira emissora de Cascavel a operar com a tecnologia. Em 26 de junho de 2011 iniciou definitivamente as transmissões digitais. Em 16 de junho de 2016 passou a exibir sua programação em alta definição.